# Musca hebes
Musca hebes este o specie de muște din genul Musca, familia Dolichopodidae. A fost descrisă pentru prima dată de Harris în anul 1780. Conform Catalogue of Life specia Musca hebes nu are subspecii cunoscute.